# Edmund Oscar von Lippmann

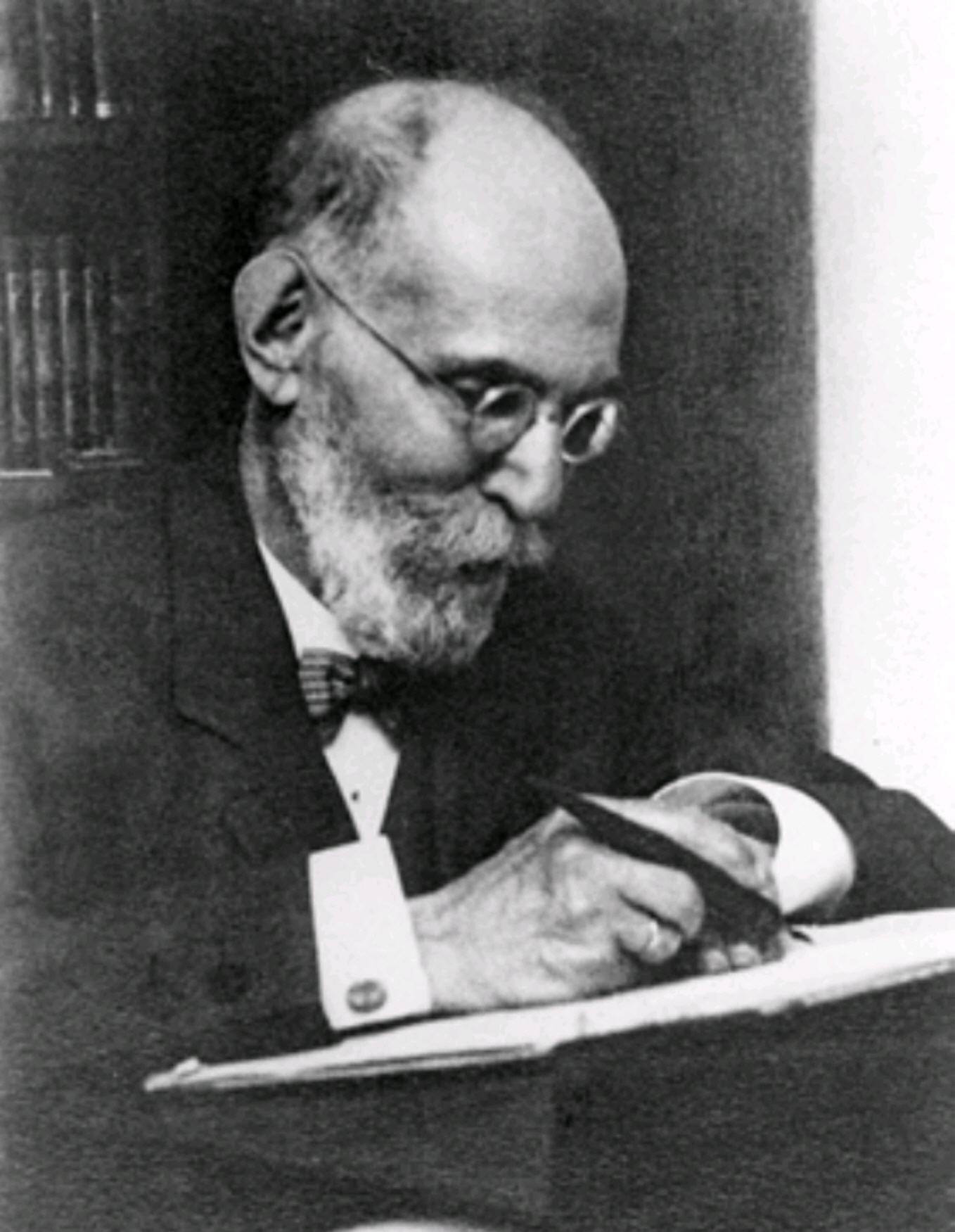
Von Lippmann rond 1920

Edmund Oscar von Lippmann (Wenen, 9 januari 1857 - Halle (Saale), 24 september 1940) was een Duits scheikundige. 
Von Lippmann studeerde aan de ETH in Zürich en promoveerde in 1878 in Heidelberg bij Robert Bunsen. Von Lippmann werkte in de suikerindustrie en leidde grote suikerfabrieken in Duisburg en later in Halle (Saale). Hem werd in 1901 een professoraat aangeboden en van 1926 tot 1931 gaf hij college aan de Universiteit van Halle, overigens zonder vergoeding. Vanwege zijn Joodse herkomst moest hij onder druk van het naziregime in 1935 zijn hoogleraarschap opgeven.